# پتر یاندا
پتر یاندا (چکی: Petr Janda؛ زادهٔ ۵ ژانویهٔ ۱۹۸۷) بازیکن فوتبال اهل جمهوری چک است.
از باشگاه‌هایی که در آن بازی کرده‌است می‌توان به باشگاه فوتبال اسلاویا پراگ، باشگاه فوتبال دنیزلی اسپور، باشگاه ورزشی بولوسپور، و باشگاه فوتبال آنتالیااسپور اشاره کرد.
وی همچنین در تیم‌های ملی فوتبال زیر ۲۱ سال جمهوری چک و جمهوری چک بازی کرده‌است.